# Jürgen Kiefer (Biophysiker)
Jürgen Kiefer (* 29. November 1936 in Hagen; † 25. August 2017) war ein deutscher Biophysiker.

## Leben
Nach dem Studium der Physik in Gießen, München und Berlin schloss Jürgen Kiefer sich 1962 dem gerade neu geschaffenen Institut für Biophysik der Justus-Liebig-Universität Gießen (JLU) an, 1965 wurde er promoviert, die Habilitation für das Fach Biophysik folgte 1970. Zusammen Alfred Schraub und Ernst-Ludwig Sattler wirkte er am Aufbau des Strahlenzentrums der JLU mit.
Von 1971 bis 2002 war er als Professor für Biophysik im damaligen Fachbereich Physik der JLU tätig und nahm seit 1985 eine Zweitprofessur für das Fach Allgemeine Radiologie im Fachbereich Veterinärmedizin wahr. Neben anderen Auslandsaufenthalten übernahm er als Experte der Internationalen Atomenergieagentur (IAEA) 1980 eine Gastprofessur an der Ahmadu Bello University in Zaria, Nigeria und initiierte dort einen Studiengang Strahlenbiophysik und Strahlenschutz sowie eine langfristige Zusammenarbeit zwischen den Hochschulen. Auch über den Ruhestand hinaus gab er sein Wissen in Strahlenschutzkursen für Tierärzte und Tiermedizinische Fachangestellte weiter.

## Leistungen
Einer seiner Schwerpunkte lag in der Erforschung der Zusammenhänge von physikalischer Strahlenwirkung und biologischen Phänomenen. In den 1970er-Jahren führte er erste biologische Experimente am damals neuen Ionenbeschleuniger UNILAC der Gesellschaft für Schwerionenforschung (GSI) in Darmstadt durch. Mit der Zeit kamen die „Schweren Teilchen“ und das Interesse an der Weltraumstrahlung hinzu und führten zu einer engen Zusammenarbeit mit den amerikanischen und europäischen Weltraumorganisationen NASA und ESA – bis 2003 als Vorsitzender deren „Radiation Advisory Group“.
Ein weiterer Schwerpunkt waren Untersuchungen zur Wirkung ultravioletter Strahlung, unter anderem vor dem Hintergrund der seit den 70er Jahren zunehmenden Zerstörung der Ozonschicht durch Fluorchlorkohlenwasserstoffe und der dadurch verursachten Verschiebung der kurzwelligen Grenze des Sonnenspektrums. 
Kiefer war ab 1998 Mitglied der Strahlenschutzkommission der Bundesrepublik Deutschland sowie Mitglied in diversen hochrangigen nationalen und internationalen Expertenkommissionen im Bereich Strahlenschutz, Sprecher des Fachverbandes „Strahlenphysik und Strahlenwirkung“ der Deutschen Physikalischen Gesellschaft und Gründungsmitglied, später Vorsitzender der Gesellschaft für Biologische Strahlenforschung.
Durch seine Forschung hat er viele moderne Entwicklungen im Bereich der zellulären Strahlenbiologie, des Strahlenschutzes und der Tumortherapie mit Ionenstrahlen mit vorbereitet. Die Vermittlung der Grundlagen der Radiologie bei den Studierenden war ihm ein großes Anliegen. Insbesondere in der Diskussion über die Wirkung von Strahlen in der Zeit des aufkommenden Mobilfunks war er auch bei den Medien ein viel gefragter Experte.

## Auszeichnungen
Seine hervorragenden Verdienste um die Strahlenforschung wurden mit der Verleihung der Friedrich-Dessauer-Medaille 2003 durch den Gemeinschaftsausschuss Strahlenforschung (GAST) und der Gesellschaft der Freunde und Förderer des Röntgen-Museums und des Ulrich-Hagen-Preises der Gesellschaft für biologische Strahlenforschung 2006 gewürdigt.

## Werke
- Strahlen und Gesundheit. Wiley-VCH-Verlag, Weinheim 2012, ISBN 978-3-527-41099-6
- Life sciences and radiation (als Herausgeber). Springer Verlag, Berlin 2004, ISBN 978-3-540-20478-7
- Allgemeine Radiologie. Parey-Verlag, Berlin, Wien 2003, ISBN 978-3-8263-3397-2
- Biologische Strahlenwirkung. Birkhäuser Verlag, Basel 1989, ISBN 978-3-7643-2266-3
- Ultraviolette Strahlen (als Herausgeber). Walter de Gruyter, Berlin 1977, ISBN 3-11-001641-9
- Strahlen aus dem Weltall: Risiken für Astronauten und Elektronik. In: Spiegel der Forschung 15 (1998) Nr. 1; S. 62–70, urn:nbn:de:hebis:26-opus-35532